# خفج عصوي
خفج عصوي (الاسم العلمي: Diplotaxis virgata) هو نوع من النباتات تتبع جنس الخفج من الفصيلة الكرنبية.